# Sostituzione radicalica
Una reazione di sostituzione radicalica è una reazione chimica di sostituzione in cui compaiono dei radicali come intermedi di reazione, ragione per cui viene definita reazione "non polare" (reazioni "polari" sono invece quelle che implicano la presenza di elettrofili o di nucleofili). La reazione di sostituzione può essere suddivisa nei seguenti tre stadi: inizio, propagazione, terminazione.
Trova utilizzo in ambito industriale nella sintesi composti alogenati, come nel caso di solventi quali diclorometano e cloroformio. L'irrancidimento dei grassi a causa di perossidazione procede per via radicalica.

## Sostituzione radicalica
A titolo illustrativo si riportano le sequenze di reazioni riguardanti la sostituzione radicalica tra un alcano, R-H, e un alogeno, X2. La reazione con fluoro procede in modo esplosivo, mentre lo iodio tende a non reagire.

### Inizio
La reazione inizia con una scissione omolitica di X2, indotta termicamente (fornendo calore) o fotochimicamente (fornendo un quanto {\displaystyle h\nu }):
{\displaystyle \mathrm {X_{2}\longrightarrow 2\ X{\cdot }} }
La reazione può anche essere iniziata da una molecola che funge da cosiddetto iniziatore radicalico.

### Propagazione
Il radicale formato reagisce con l'alcano producendo un radicale alchilico, che a sua volta reagirà con una molecola di alogeno formando l'alogenuro alchilico e un radicale alogeno:
{\displaystyle \mathrm {X{\cdot }+R{-}H\longrightarrow X{-}H+R{\cdot }} }
{\displaystyle \mathrm {R{\cdot }+X_{2}\longrightarrow R{-}X+X{\cdot }} }
Raggiunta la fase di propagazione la reazione può seguire un andamento a catena. In base alla concentrazione dei reagenti si può favorire un prodotto monosostituito (eccesso di alcano) o uno maggiormente sostituito (eccesso di alogeno). Se vi è possibilità di formazione di isomeri, prevarrà percentualmente il composto che implica la presenza di un radicale più stabile (primario < secondario < terziario < allilico < benzilico). È da rimarcare l'elevata selettività del bromo.

### Terminazione
La reazione ha fine quando si verifica la combinazione dei radicali formatisi. Le possibilità sono le seguenti:
{\displaystyle \mathrm {R{\cdot }+X{\cdot }\longrightarrow R{-}X} }
{\displaystyle \mathrm {2\ R{\cdot }\longrightarrow R{-}R} }
{\displaystyle \mathrm {2\ X{\cdot }\longrightarrow X_{2}} }